# Île Middle (Nouveau-Brunswick)
L'île Middle est une île canadienne située dans le comté de Northumberland, à l'est du Nouveau-Brunswick. Elle est située dans la rivière Miramichi, dans le territoire de la cité de Miramichi. L'île a une superficie d'environ 15 hectares. Elle est occupée par un parc et est reliée à la cité par une chaussée.